# Marcel Paa
Marcel Paa (* 30. Januar 1985 in Interlaken) ist ein Schweizer Bäcker-Konditor-Meister, Unternehmer und Webvideoproduzent. Unter dem Namen «Einfach Backen – Marcel Paa» betreibt er einen der erfolgreichsten YouTube-Kanäle zum Thema Backen in der DACH-Region.

## Leben
Paa wuchs als eines von zwei Kindern in Interlaken auf. 2003 machte er seinen Abschluss als Bäcker-Konditor in der elterlichen Bäckerei. 2010 absolvierte er die Meisterprüfung und nahm 2012 für die Schweiz an der Europameisterschaft EuroSkills in Amsterdam teil.
Im November 2023 schloss Paa als Klassenbester die Ausbildung zum Brot-Sommelier an der Akademie Deutsches Bäckerhandwerk Weinheim ab. In seiner Abschlussarbeit «30 Tage Brotchallenge», erforschte Paa was die kurzfristigen Auswirkungen auf den Körper sind, wenn man sich einen Monat lang nur von Wasser und Brot ernährt.

## Karriere
2015 startete Paa in seiner Freizeit den YouTube-Kanal «Einfach Backen», während er hauptberuflich in der familieneigenen Bäckerei tätig war. Zusätzlich zum YouTube-Kanal veröffentlichte Paa seine Rezepte auch auf seinem gleichnamigen Blog. In den folgenden Jahren entwickelte sich der Kanal zu einem Kleinunternehmen mit mehreren Angestellten und einem Webshop, in dem er unter anderem eine eigene Produktlinie vertreibt.
2021 wirkte Paa in der Schweizer Fernsehsendung «zuckersüss und bitterzart» des Medienunternehmens CH Media mit.

## Aktivitäten

### Back-Academy
Im Jahr 2000 gründete Paa die Back-Academy, welche seitdem sowohl Präsenzkurse an seinem Firmensitz in Sins/Schweiz als auch Online-Kurse anbietet. Der Online-Kanal hat mehrere tausende Mitglieder.

### Rezepte-Blog
Seit dem Jahr 2016 stellt Marcel Paa Rezepte in seinen kostenfreien Blog zur Verfügung, mit bereits über 1.000 kostenlosen Rezepten sowie Tipps und Tricks zu Backthemen und weitere Hinweise (Stand August 2024).

### Online-Shop
In seinem Online-Shop bietet Paa seit dem Jahr 2018 rund 1.000 Produkte an, hauptsächlich Backzubehör und Backzutaten.

### Buchautor
Seit 2018 veröffentlichte Paa fünf Back- und Rezeptbücher.

### hello sweety
Im September 2020 brachte Paa die Zuckeralternative «hello sweety» auf den Markt. Diese hatte er zuvor eineinhalb Jahre lang in Eigenregie entwickelt. Im November 2021 trat er damit in der Schweizer Ausgabe der Fernsehsendung Die Höhle der Löwen auf und sicherte sich ein Investment von 100'000 Franken.

### Markenbotschafter
Paa ist seit dem Jahr 2023 Markenbotschafter des Küchengeräte-Herstellers Wilfa aus Norwegen.

## Veröffentlichungen
- Marcel Paa: Einfach Backen. Foto Plus, Luzern 2018, ISBN 978-3-9524897-0-3.
- Marcel Paa: Bessere Brote backen. 1. Auflage. Foto Plus, Luzern 2021, ISBN 978-3-9524897-2-7, S. 312.
- Marcel Paa: Die 100 besten Brote. 1. Auflage. Foto Plus, Luzern 2022, ISBN 978-3-9524897-4-1, S. 256.
- Marcel Paa: Backen mit weniger Zucker. 1. Auflage. Landliebe-Edition, 2022, ISBN 978-3-906869-37-7, S. 240.
- Marcel Paa: 1 Teig - 5 Brote: 100 einfache Brot- und Brötchenrezepte. Marcel Paa GmbH, 2024, ISBN 978-3-9526017-0-9, S. 256.